# Utetes infernalis
Utetes infernalis är en stekelart som först beskrevs av Fischer 1966.  Utetes infernalis ingår i släktet Utetes och familjen bracksteklar. Inga underarter finns listade i Catalogue of Life.